# Združenie robotníkov Slovenska
Združenie robotníkov Slovenska (deutsch: Arbeiterassoziation der Slowakei oder Arbeitervereinigung der Slowakei, kurz ZRS) war eine linke Partei in der Slowakei, die 1994 bis 1998 an der Regierung beteiligt war.

## Einordnung
Kai-Olaf Lang (2005) bezeichnet die ZRS als „das deutlichste Beispiel für eine linkspopulistische Partei“. Auch Radoslav Štefančík (2008) und Grigorij Mesežníkov (2008) sehen die Partei als „linkspopulistisch“. Hannes Hofbauer und David X. Noack (2013) beschreiben die Partei als „linksradikale Kraft“, während Rüdiger Kipke (2002) sie als „links-orientierte, sozialistische Partei“ einordnet.

## Geschichte
Die ZRS spaltete sich 1994 von der Partei der demokratischen Linken (Strana demokratickej ľavice, SDĽ) ab. Der SDL-Abgeordnete Ján Ľupták hatte die SDL verlassen, da diese sich an einer Anti-Mečiar-Regierung beteiligt hatte. Bei der Parlamentswahl 1994 errang sie 7,34 % der abgegebenen Stimmen und besetzte 13 Sitze im slowakischen Parlament. Die ZRS wurde als Anti-Reform-Partei bezeichnet. Obwohl sich selber als "agrarisch-links" bezeichnend, trat die ZRS in eine Koalitionsregierung mit der konservativ-christdemokratischen Bewegung für eine demokratische Slowakei und der nationalistischen Slowakischen Nationalpartei unter dem Premierminister Vladimír Mečiar ein. Die ZRS besetzte hierbei das Privatisierungsministerium, um Schlüsselindustrien bei einer Öffnung zum Westen hin staatlich behalten zu können. Bis heute rühmt sich die ZRS auf ihrer Homepage, folgende Privatisierungen verhindert zu haben: Privatisierungen in der Gas-Industrie, der Energiewirtschaft, der Telekommunikation, im Bereich der Banken und Versicherungen. Im Jahr 1997 sorgte die ZRS für einen Eklat in der Regierung, als sie mit der Opposition gegen die vom Koalitionspartner HZDS vorangetriebe Privatisierung des staatlichen TV-Senders stimmte. Zusätzliches Geld wurde in Bildung, Gesundheit und Kultur gesteckt.
Bei der folgenden Parlamentswahl im Jahr 1998 erreichte die ZRS lediglich 1,30 % der Stimmen. 2002 folgten 0,54 % und zur Parlamentswahl 2006 0,29 %. Zu den Europawahlen im Jahr 2004 und 2009 trat die ZRS nicht an. Präsident der ZRS war durchweg Ján Ľupták.
Auf internationaler Ebene war die ZRS nur kurzzeitig mit dem lambertistischen (trotzkistischen) Internationalem Verbindungsbüro für eine Arbeiterinternationale vernetzt. Später bestanden keine internationalen Verbindungen mehr.
Im Jahr 2001 spaltete sich die Arbeiterpartei (Robotnícka Strana, ROSA) von der ZRS ab und erhielt bei der Parlamentswahl 2002 0,30 %.
Laut Umfragen im Mai 2010 hätte die ZRS ein Potenzial von 0,6 % der Stimmen. Die Partei wurde zur Parlamentswahl 2010 zugelassen. Zu dieser Wahl erreichte die ZRS dann mit 6.196 Stimmen 0,24 % der Stimmen.
Die ZRS lehnte lange Zeit einen Beitritt zur KP der Slowakei (KSS) oder zur linken SMER – sociálna demokracia ab. Die Partei Ľavicový blok (Linker Block) trat 2008 der SMER bei. Die ZRS und die eher sozialdemokratische Strana Občianskej Solidarity (Partei der bürgerlichen Solidarität) widersetzte sich jedoch. Trotzdem beabsichtigten die ZRS, die KSS und die SOS, miteinander zu kooperieren.
Zur Parlamentswahl 2012 trat die ZRS nicht alleine an und stellte Parlamentskandidaten auf der Liste der KP der Slowakei (KSS). Die beiden Parteien strebten gleichzeitig an, zu fusionieren. Im November 2017 löste sich die Partei auf.